# Xã Norway, Quận Lincoln, Nam Dakota
Xã Norway (tiếng Anh: Norway Township) là một xã thuộc quận Lincoln, tiểu bang Nam Dakota, Hoa Kỳ. Năm 2010, dân số của xã này là 242 người.